# لیگ دسته اول فوتبال جمهوری چک
لیگ دسته اول فوتبال جمهوری چک (به چکی: 1. česká fotbalová liga) یا فورتونا لیگ معتبرترین لیگ فوتبال در کشور جمهوری چک است که از سال ۱۹۹۳ تاکنون برگزار می‌شود. این لیگ از ۱۶ تیم که از سراسر کشور جمهوری چک در آن شرکت می‌کنند برگزار می‌شود.
باشگاه فوتبال اسپارتا پراگ با ۱۳ قهرمانی پرافتخارترین تیم این سری مسابقات به حساب می‌آید.

## پرافتخارترین باشگاه‌ها
| باشگاه          | قهرمانی | نایب قهرمانی | سال‌های قهرمانی |
| --------------- | ------- | ------------ | --- |
| اسپارتا پراگ    | ۱۳      | ۱۰           | ۹۴–۱۹۹۳, ۹۵–۱۹۹۴, ۹۷–۱۹۹۶, ۹۸–۱۹۹۷, ۹۹–۱۹۹۸, ۰۰–۱۹۹۹, ۰۱–۲۰۰۰, ۰۳–۲۰۰۲, ۰۵–۲۰۰۴, ۰۷–۲۰۰۶, ۱۰–۲۰۰۹, ۱۴–۲۰۱۳, ۲۳–۲۰۲۲ |
| اسلاویا پراگ    | ۷       | ۱۲           | ۹۶–۱۹۹۵, ۰۸–۲۰۰۷, ۰۹–۲۰۰۸, ۱۷– ۲۰۱۶, ۱۹–۲۰۱۸, ۲۰–۲۰۱۹, ۲۱–۲۰۲۰                                                      |
| اسلوان لیبرتس   | ۳       | ۰            | ۰۲–۲۰۰۱, ۰۶–۲۰۰۵, ۱۲-۲۰۱۱                                                                                           |
| بانیک استراوا   | ۱       | ۰            | ۰۴–۲۰۰۳ |
| ویکتوریا پلزن   | ۶       | ۴            | ۱۱–۲۰۱۰, ۱۳–۲۰۱۲, ۱۵–۲۰۱۴, ۱۶– ۲۰۱۵, ۱۸–۲۰۱۷, ۲۲–۲۰۲۱                                                               |
| سیگما اولوموتس  | ۰       | ۱            | |
| تپلیس           | ۰       | ۱            | |
| ملادا بولسلاف   | ۰       | ۱            | |
| باومیت یابلونتس | ۰       | ۱            | |